# Afyon Belediyespor
El Afyonkarahisar Belediyespor es un equipo de baloncesto turco con sede en la ciudad de Afyonkarahisar, que compite en la BSL, la primera división de su país. Disputa sus partidos en el Afyon Atatürk Sports Hall, con capacidad para 2,000 espectadores.
El club fue fundado en 2013 por el Municipio de Afyonkarahisar, que también lo patrocina.

## Posiciones en liga
| Temporada | Nivel | Liga | Pos. | Récord | Copa de Turquía |
| --------- | ----- | ---- | ---- | ------ | --------------- |
| 2013–14   | 3     | TB3L | 1.º  | 9–6    |                 |
| 2014–15   | 2     | TB2L | 15.º | 11–23  |                 |
| 2015–16   | 2     | TB2L | 8.º  | 18–19  |                 |
| 2016–17   | 2     | TBL  | 5.º  | 24–15  |                 |
| 2017–18   | 2     | TBL  | 3.º  | 24–15  |                 |
| 2018–19   | 1     | BSL  |      |        |                 |

1. ↑  Ascendió como campeón de los playoffs.

## Jugadores destacados
| - Christos Tapoutos - Miha Zupan - Fırat Aydemir - Gurur Baybora - Enis Bayrak - Ahmet Birgen - İsmail Çevik - Cengiz Aydın Ergen - Tamer Erden - Sezgin Eriş - Tuğberk Gedikli - Mustafa Güçyetmez | - Alican Güney - Sertay Gürsu - Ali Işık - Alperen Kalaycıoğlu - Serkan Menteşe - Reha Öz - Hadi Özdemir - Gökhan Şenol - Melih Sevda - Ogün Sevinç - Onur Sevinç - Gökhan Orçun Tunca | - Serdar Yavuz - İbrahim Yıldırım - Quincy Douby - Darrius Garrett - Alex Gordon - Marcus Hall - Raymond Sykes - David Weaver - K'Zell Wesson - Chaz Wlliams - Bambale Osby |